# Tel Jisachar
Tel Jisachar (hebrejsky: תל יששכר) je pahorek o nadmořské výšce cca −195 metrů (tj. minus 195 m) v severním Izraeli, v Bejtše'anském údolí.
Leží na pomezí severní části zemědělsky intenzivně využívaného Bejtše'anského údolí a výšiny Ramat Kochav, asi 6 kilometrů severovýchodně od města Bejt Še'an, 2 kilometry jihozápadně od vesnice Bejt Josef. Má podobu nevýrazného odlesněného návrší, které je situováno v místě, kde vádí Nachal Jisachar vystupuje ze sevřené soutěsky do údolí při řece Jordán.
Podle nálezů byl tel osídlen od rané doby bronzové do doby byzantské.